# Dolní Prosíčka
Dolní Prosíčka je severní část obce Prosíčka v okrese Havlíčkův Brod. Dolní Prosíčka leží v katastrálním území Prosíčka o výměře 2,4 km².

## Historie

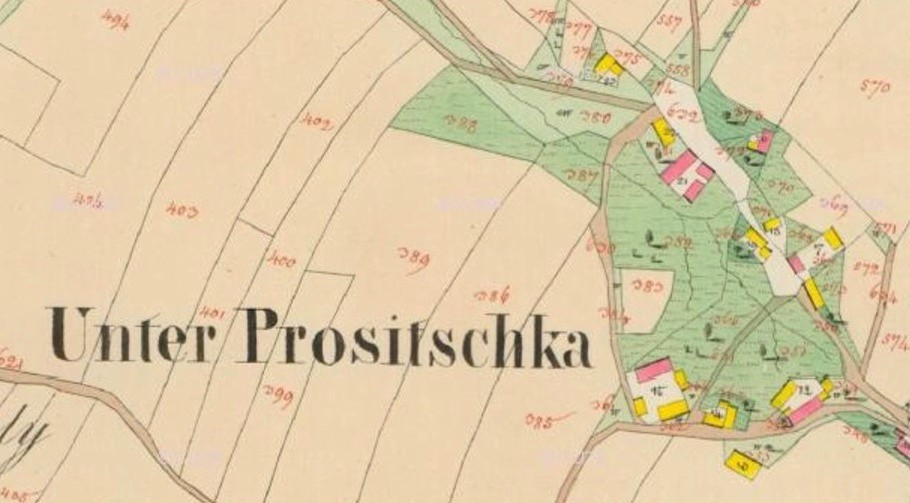
Dolní Prosíčka na mapě stabilního katastru z roku 1838

Roku 1545 si vesnici nechala do zemských desek zapsat Markéta Ledecká z Říčan jako součást ledečského panství.